# Sinocythere
Sinocythere is een geslacht van kreeftachtigen uit de klasse van de Ostracoda (mosselkreeftjes).

## Soorten
- Sinocythere hackka Hu & Tao, 2008
- Sinocythere sinensis Hou in Hou et al., 1982
- Sinocythere yowdyi Hu & Tao, 2008